# Società Sportiva Calcio Napoli nelle competizioni internazionali
Questa pagina raccoglie le informazioni su tutte le partite disputate dalla Società Sportiva Calcio Napoli (in tutte le sue varie denominazioni) nelle competizioni internazionali, con particolare attenzione alle Coppe europee organizzate dalla UEFA

## Computo totale
| Competizione                                | Partecipazioni | Debutto   | Ultima apparizione |
| UEFA Champions League ex Coppa dei Campioni | 11             | 1987-1988 | 2023-2024          |
| UEFA Europa League ex Coppa UEFA            | 22             | 1971-1972 | 2021-2022          |
| Coppa delle Coppe UEFA                      | 2              | 1962-1963 | 1976-1977          |
| Coppa delle Fiere                           | 4              | 1966-1967 | 1969-1970          |
| Coppa Mitropa ex Coppa dell'Europa Centrale | 2              | 1934      | 1966               |
| Coppa delle Alpi                            | 3              | 1960      | 1969               |
| Coppa Anglo-Italiana                        | 1              | 1970      | 1970               |
| Coppa di Lega Italo-Inglese                 | 1              | 1976      | 1976               |
| Coppa Intertoto                             | 1              | 2008      | 2008               |

L'esordio del Napoli in una competizione internazionale ebbe luogo con la partecipazione alla Coppa dell'Europa Centrale 1934, il massimo trofeo europeo dell'epoca. Il debutto in una competizione UEFA, invece, avvenne nel 1962 con la partecipazione alla Coppa delle Coppe.
Complessivamente, il Napoli ha all'attivo 36 partecipazioni a competizioni europee UEFA, in cui ha disputato 206 partite (63 in Coppa dei Campioni/UEFA Champions League, 124 in Coppa UEFA/UEFA Europa League, 17 in Coppa delle Coppe e 2 in Coppa Intertoto) ed ha vinto una Coppa UEFA (1989).
Il Napoli ha partecipato inoltre alle seguenti competizioni internazionali non UEFA: Coppa delle Fiere (considerata l'antesignana della Coppa UEFA), Mitropa Cup, Coppa delle Alpi, Torneo Anglo-Italiano e Coppa di Lega Italo-Inglese. Tra queste ha vinto una Coppa delle Alpi (1966) e una Coppa di Lega Italo-Inglese (1976).

## Statistiche e record

### Consuntivo delle gare disputate
Dati aggiornati al 12 marzo 2024.
| Competizione                        | PAR | G   | V   | N  | P  | F   | S   | Miglior risultato                       |
| ----------------------------------- | --- | --- | --- | -- | -- | --- | --- | --------------------------------------- |
| Coppa dei Campioni/Champions League | 11  | 70  | 32  | 18 | 20 | 118 | 85  | Quarti di finale (2022-2023)            |
| Coppa UEFA/Europa League            | 22  | 124 | 54  | 33 | 37 | 183 | 135 | Campione (1988-1989)                    |
| Coppa delle Coppe                   | 2   | 17  | 9   | 4  | 4  | 23  | 16  | Semifinali (1976-1977)                  |
| Coppa Intertoto                     | 1   | 2   | 2   | 0  | 0  | 2   | 0   | Terzo Turno (2008)                      |
| Totale competizioni UEFA            | 36  | 213 | 97  | 55 | 61 | 326 | 236 |                                         |
| Coppa delle Fiere                   | 4   | 20  | 11  | 4  | 5  | 30  | 24  | Ottavi di finale (1966-1967, 1969-1970) |
| Mitropa Cup                         | 2   | 5   | 1   | 2  | 2  | 4   | 10  | Ottavi di finale (1934 - 1966)          |
| Coppa delle Alpi                    | 3   | 10  | 6   | 2  | 2  | 27  | 17  | Campione (1960 - 1966)                  |
| Coppa Anglo-Italiana                | 1   | 5   | 2   | 0  | 3  | 10  | 10  | Secondo posto (1970)                    |
| Coppa di Lega Italo-Inglese         | 1   | 2   | 1   | 0  | 1  | 4   | 1   | Campione (1976)                         |
| Totale                              | 47  | 255 | 118 | 63 | 74 | 401 | 298 |                                         |

## Elenco match
Cronologia delle gare disputate dal Napoli nelle competizioni europee.

### UEFA Champions League|Coppa dei Campioni/Champions League

#### 1987-1988
| Turno      | Data              | Partita              | Risultato | Marcatori | Spettatori |
| ---------- | ----------------- | -------------------- | --------- | --------- | ---------- |
| Sedicesimi | 16 settembre 1987 | Real Madrid - Napoli | 2-0       | -         | (*)        |
| Sedicesimi | 30 settembre 1987 | Napoli - Real Madrid | 1-1       | Francini  | 83.827     |

(*) Giocata a porte chiuse per squalifica del Santiago Bernabéu causata dagli scontri tra tifosi nella semifinale della precedente edizione di Coppa Campioni contro il Bayern Monaco.

#### 1990-1991
| Turno      | Data              | Partita                | Risultato     | Marcatori            | Spettatori |
| ---------- | ----------------- | ---------------------- | ------------- | -------------------- | ---------- |
| Sedicesimi | 19 settembre 1990 | Napoli - Újpest        | 3-0           | Baroni, Maradona (2) | 39.327     |
| Sedicesimi | 3 ottobre 1990    | Újpest - Napoli        | 0-2           | Incocciati, Alemão   | 24.500     |
| Ottavi     | 24 ottobre 1990   | Napoli - Spartak Mosca | 0-0           | -                    | 46.603     |
| Ottavi     | 7 novembre 1990   | Spartak Mosca - Napoli | 0-0 5-3 (dcr) | -                    | 86.000 ca. |

#### 2011-2012
| Turno         | Data              | Partita                  | Risultato | Marcatori             | Spettatori |
| ------------- | ----------------- | ------------------------ | --------- | --------------------- | ---------- |
| Fase a gironi | 14 settembre 2011 | Manchester City - Napoli | 1-1       | Cavani                | 44.026     |
| Fase a gironi | 27 settembre 2011 | Napoli - Villarreal      | 2-0       | Hamšík, Cavani (rig.) | 46.747     |
| Fase a gironi | 18 ottobre 2011   | Napoli - Bayern Monaco   | 1-1       | Badstuber (aut.)      | 60.074     |
| Fase a gironi | 2 novembre 2011   | Bayern Monaco - Napoli   | 3-2       | Fernández (2)         | 66.000     |
| Fase a gironi | 22 novembre 2011  | Napoli - Manchester City | 2-1       | Cavani (2)            | 57.575     |
| Fase a gironi | 7 dicembre 2011   | Villarreal - Napoli      | 0-2       | Inler, Hamšík         | 15.350     |
| Ottavi        | 21 febbraio 2012  | Napoli - Chelsea         | 3-1       | Lavezzi (2), Cavani   | 52.495     |
| Ottavi        | 14 marzo 2012     | Chelsea - Napoli         | 4-1 (dts) | Inler                 | 37.784     |

#### 2013-2014
| Turno         | Data              | Partita                      | Risultato | Marcatori          | Spettatori |
| ------------- | ----------------- | ---------------------------- | --------- | ------------------ | ---------- |
| Fase a gironi | 18 settembre 2013 | Napoli - Borussia Dortmund   | 2-1       | Higuaín, Insigne   | 55.766     |
| Fase a gironi | 1º ottobre 2013   | Arsenal - Napoli             | 2-0       | -                  | 59.536     |
| Fase a gironi | 22 ottobre 2013   | Olympique Marsiglia - Napoli | 1-2       | Callejón, Zapata   | 39.790     |
| Fase a gironi | 6 novembre 2013   | Napoli - Olympique Marsiglia | 3-2       | Inler, Higuaín (2) | 39.148     |
| Fase a gironi | 26 novembre 2013  | Borussia Dortmund - Napoli   | 3-1       | Insigne            | 65.829     |
| Fase a gironi | 11 dicembre 2013  | Napoli - Arsenal             | 2-0       | Higuaín, Callejón  | 34.027     |

#### 2014-2015
| Turno    | Data           | Partita                  | Risultato | Marcatori | Spettatori |
| -------- | -------------- | ------------------------ | --------- | --------- | ---------- |
| Play-off | 19 agosto 2014 | Napoli - Athletic Bilbao | 1-1       | Higuaín   | 49.872     |
| Play-off | 27 agosto 2014 | Athletic Bilbao - Napoli | 3-1       | Hamšík    | 49.017     |

#### 2016-2017
| Turno         | Data              | Partita              | Risultato | Marcatori                         | Spettatori |
| ------------- | ----------------- | -------------------- | --------- | --------------------------------- | ---------- |
| Fase a gironi | 13 settembre 2016 | Dinamo Kiev - Napoli | 1-2       | Milik (2)                         | 35.137     |
| Fase a gironi | 28 settembre 2016 | Napoli - Benfica     | 4-2       | Hamsik, Mertens (2), Milik (rig.) | 41.281     |
| Fase a gironi | 19 ottobre 2016   | Napoli - Beşiktaş    | 2-3       | Mertens, Gabbiadini (rig.)        | 28.502     |
| Fase a gironi | 1º novembre 2016  | Beşiktaş - Napoli    | 1-1       | Hamsik                            | 35.552     |
| Fase a gironi | 23 novembre 2016  | Napoli - Dinamo Kiev | 0-0       | -                                 | 33.736     |
| Fase a gironi | 6 dicembre 2016   | Benfica - Napoli     | 1-2       | Callejón, Mertens                 | 55.634     |
| Ottavi        | 15 febbraio 2017  | Real Madrid - Napoli | 3-1       | Insigne                           | 78.000     |
| Ottavi        | 7 marzo 2017      | Napoli - Real Madrid | 1-3       | Mertens                           | 56.695     |

#### 2017-2018
| Turno         | Data              | Partita                  | Risultato | Marcatori                   | Spettatori |
| ------------- | ----------------- | ------------------------ | --------- | --------------------------- | ---------- |
| Play-off      | 16 agosto 2017    | Napoli - Nizza           | 2-0       | Mertens, Jorginho (rig.)    | 49.324     |
| Play-off      | 22 agosto 2017    | Nizza - Napoli           | 0-2       | Callejón, Insigne           | 32.103     |
| Fase a gironi | 13 sett 2017      | Šachtar - Napoli         | 2-1       | Milik (rig.)                | 32.679     |
| Fase a gironi | 26 settembre 2017 | Napoli - Feyenoord       | 3-1       | Insigne, Mertens, Callejón  | 22.577     |
| Fase a gironi | 17 ottobre 2017   | Manchester City - Napoli | 2-1       | Diawara (rig.)              | 48.520     |
| Fase a gironi | 1º novembre 2017  | Napoli - Manchester City | 2-4       | Insigne, Jorginho           | 44.483     |
| Fase a gironi | 21 novembre 2017  | Napoli - Šachtar         | 3-0       | Insigne, Zieliński, Mertens | 10.573     |
| Fase a gironi | 6 dicembre 2017   | Feyenoord - Napoli       | 2-1       | Zieliński                   | 36.500     |

#### 2018-2019
| Turno         | Data              | Partita                      | Risultato | Marcatori           | Spettatori |
| ------------- | ----------------- | ---------------------------- | --------- | ------------------- | ---------- |
| Fase a gironi | 18 settembre 2018 | Stella Rossa - Napoli        | 0-0       | -                   | 49.112     |
| Fase a gironi | 3 ottobre 2018    | Napoli - Liverpool           | 1-0       | Insigne             | 37.057     |
| Fase a gironi | 24 ottobre 2018   | Paris Saint-Germain - Napoli | 2-2       | Insigne, Mertens    | 46.274     |
| Fase a gironi | 6 novembre 2018   | Napoli - Paris Saint-Germain | 1-1       | Insigne (rig.)      | 55.489     |
| Fase a gironi | 28 novembre 2018  | Napoli - Stella Rossa        | 3-1       | Hamsik, Mertens (2) | 44.470     |
| Fase a gironi | 11 dicembre 2018  | Liverpool - Napoli           | 1-0       | -                   | 52.015     |

#### 2019-2020
| Turno         | Data              | Partita             | Risultato | Marcatori                          | Spettatori |
| ------------- | ----------------- | ------------------- | --------- | ---------------------------------- | ---------- |
| Fase a gironi | 17 settembre 2019 | Napoli - Liverpool  | 2-0       | Mertens (rig.), Llorente           | 38.878     |
| Fase a gironi | 2 ottobre 2019    | Genk - Napoli       | 0-0       | -                                  | 19.962     |
| Fase a gironi | 23 ottobre 2019   | Salisburgo - Napoli | 2-3       | Mertens (2), Insigne               | 29.520     |
| Fase a gironi | 5 novembre 2019   | Napoli - Salisburgo | 1-1       | Lozano                             | 32.862     |
| Fase a gironi | 27 novembre 2019  | Liverpool - Napoli  | 1-1       | Mertens                            | 52.128     |
| Fase a gironi | 10 dicembre 2019  | Napoli - Genk       | 4-0       | Milik (3) (1 rig.), Mertens (rig.) | 22.265     |
| Ottavi        | 25 febbraio 2020  | Napoli - Barcellona | 1-1       | Mertens                            | 44.388     |
| Ottavi        | 8 agosto 2020     | Barcellona - Napoli | 3-1       | Insigne (rig.)                     | 0          |

#### 2022-2023
| Turno         | Data              | Partita                        | Risultato | Marcatori                                                       | Spettatori |
| ------------- | ----------------- | ------------------------------ | --------- | --------------------------------------------------------------- | ---------- |
| Fase a gironi | 7 settembre 2022  | Napoli - Liverpool             | 4-1       | Zieliński (2) (1 rig.), Anguissa, G.Simeone                     | 51.793     |
| Fase a gironi | 14 settembre 2022 | Rangers - Napoli               | 0-3       | Politano (rig.), Raspadori, Ndombele                            | 50.121     |
| Fase a gironi | 4 ottobre 2022    | Ajax - Napoli                  | 1-6       | Raspadori (2), Di Lorenzo, Zieliński, K'varatskhelia, G.Simeone | 52.896     |
| Fase a gironi | 12 ottobre 2022   | Napoli - Ajax                  | 4-2       | Lozano, Raspadori, K'varatskhelia (rig.), Osimhen               | 52.229     |
| Fase a gironi | 26 ottobre 2022   | Napoli - Rangers               | 3-0       | G.Simeone (2) , Østigård                                        | 39.835     |
| Fase a gironi | 1 novembre 2022   | Liverpool - Napoli             | 2-0       | -                                                               | 52.077     |
| Ottavi        | 21 febbraio 2023  | Eintracht Francoforte - Napoli | 0-2       | Osimhen, Di Lorenzo                                             | 47.500     |
| Ottavi        | 15 marzo 2023     | Napoli - Eintracht Francoforte | 3-0       | Zieliński (rig.), Osimhen (2)                                   | 49.082     |
| Quarti        | 12 aprile 2023    | Milan - Napoli                 | 1-0       | -                                                               | 74.742     |
| Quarti        | 18 aprile 2023    | Napoli - Milan                 | 1-1       | Osimhen                                                         | 52.728     |

#### 2023-2024
| Turno         | Data              | Partita                | Risultato | Marcatori                  | Spettatori |
| ------------- | ----------------- | ---------------------- | --------- | -------------------------- | ---------- |
| Fase a gironi | 20 settembre 2023 | Braga - Napoli         | 1-2       | Di Lorenzo, Niakaté (aut.) | 18.422     |
| Fase a gironi | 3 ottobre 2023    | Napoli - Real Madrid   | 2-3       | Østigård, Zieliński (rig.) | 51.649     |
| Fase a gironi | 24 ottobre 2023   | Union Berlino - Napoli | 0-1       | Raspadori                  | 72.062     |
| Fase a gironi | 8 novembre 2023   | Napoli - Union Berlino | 1-1       | Politano                   | 42.449     |
| Fase a gironi | 29 novembre 2023  | Real Madrid - Napoli   | 4-2       | G.Simeone, Anguissa        | 73.562     |
| Fase a gironi | 12 dicembre 2023  | Napoli - Braga         | 2-0       | Saatçı (aut.), Osimhen     | 37.841     |
| Ottavi        | 21 febbraio 2024  | Napoli - Barcellona    | 1-1       | Osimhen                    | 49.529     |
| Ottavi        | 12 marzo 2024     | Barcellona - Napoli    | 3-1       | Rrahmani                   | 50.301 (*) |

(*) Giocata allo stadio olimpico Lluís Companys per lavori di ristrutturazione del Camp Nou.

### Coppa delle Coppe UEFA

#### 1962-1963
| Turno                | Data              | Partita               | Risultato | Marcatori                | Spettatori  |
| -------------------- | ----------------- | --------------------- | --------- | ------------------------ | ----------- |
| Sedicesimi           | 5 settembre 1962  | Bangor City - Napoli  | 2-0       | -                        | 6.519       |
| Sedicesimi           | 26 settembre 1962 | Napoli - Bangor City  | 3-1       | Mariani, Tacchi, Fanello | 13.477      |
| Spareggio Sedicesimi | 10 ottobre 1962   | Napoli - Bangor City  | 2-1       | Rosa (2)                 | 21.895 (*)  |
| Ottavi               | 14 novembre 1962  | Újpest - Napoli       | 1-1       | Fraschini                | 10.153      |
| Ottavi               | 28 novembre 1962  | Napoli - Újpest       | 1-1       | Tomeazzi                 | 17.185      |
| Spareggio Ottavi     | 4 dicembre 1962   | Napoli - Újpest       | 3-1       | Fanello, Ronzon, Tacchi  | 3.171 (**)  |
| Quarti               | 6 febbraio 1963   | OFK Belgrado - Napoli | 2-0       | -                        | 7.693       |
| Quarti               | 20 marzo 1963     | Napoli - OFK Belgrado | 3-1       | Cané, Fanello, Mariani   | 15.463      |
| Spareggio Quarti     | 3 aprile 1963     | OFK Belgrado - Napoli | 3-1       | Cané                     | 8.956 (***) |

(*) Giocata a Londra
(**) Giocata a Losanna
(***) Giocata a Marsiglia

#### 1976-1977
| Turno      | Data              | Partita                  | Risultato | Marcatori         | Spettatori |
| ---------- | ----------------- | ------------------------ | --------- | ----------------- | ---------- |
| Sedicesimi | 15 settembre 1976 | Bodø/Glimt - Napoli      | 0-2       | Speggiorin (2)    | 2.000      |
| Sedicesimi | 29 settembre 1976 | Napoli - Bodø/Glimt      | 1-0       | Massa             | 15.000     |
| Ottavi     | 20 ottobre 1976   | APOEL - Napoli           | 1-1       | G.Savoldi (rig.)  | 12.000     |
| Ottavi     | 4 novembre 1976   | Napoli - APOEL           | 2-0       | Speggiorin, Massa | 15.000     |
| Quarti     | 2 marzo 1977      | Śląsk Breslavia - Napoli | 0-0       | -                 | 40.000     |
| Quarti     | 16 marzo 1977     | Napoli - Śląsk Breslavia | 2-0       | Massa, Chiarugi   | 58.265     |
| Semifinali | 6 aprile 1977     | Napoli - Anderlecht      | 1-0       | Bruscolotti       | 90.000 ca. |
| Semifinali | 20 aprile 1977    | Anderlecht - Napoli      | 2-0       | -                 | 38.000     |

### Coppa delle Fiere

#### 1966-1967
| Turno         | Data              | Partita            | Risultato | Marcatori                  | Spettatori |
| ------------- | ----------------- | ------------------ | --------- | -------------------------- | ---------- |
| Trentaduesimi | 1 settembre 1966  | Wiener SC - Napoli | 1-2       | Cané, Orlando              | 4.000      |
| Trentaduesimi | 21 settembre 1966 | Napoli - Wiener SC | 3-1       | Cané, Sívori, Bianchi      | 21.000     |
| Sedicesimi    | 25 ottobre 1966   | B 1909 - Napoli    | 1-4       | Sívori (2), Altafini, Cané | 3.700      |
| Sedicesimi    | 2 novembre 1966   | Napoli - B 1909    | 2-1       | Braca, Adorni              | 25.000     |
| Ottavi        | 18 gennaio 1967   | Burnley - Napoli   | 3-0       | -                          | 24.519     |
| Ottavi        | 8 febbraio 1967   | Napoli - Burnley   | 0-0       | -                          | 40.000     |

#### 1967-1968
| Turno         | Data              | Partita              | Risultato | Marcatori                            | Spettatori |
| ------------- | ----------------- | -------------------- | --------- | ------------------------------------ | ---------- |
| Trentaduesimi | 19 settembre 1967 | Napoli - Hannover 96 | 4-0       | Girardo, Laszig (aut.), Altafini (2) | 15.500     |
| Trentaduesimi | 11 ottobre 1967   | Hannover 96 - Napoli | 1-1       | Barison                              | 8.600      |
| Sedicesimi    | 22 novembre 1967  | Napoli - Hibernian   | 4-1       | Cané (3), Altafini                   | 30.000     |
| Sedicesimi    | 29 novembre 1967  | Hibernian - Napoli   | 5-0       | -                                    | 21.000     |

#### 1968-1969
| Turno         | Data              | Partita               | Risultato | Marcatori              | Spettatori |
| ------------- | ----------------- | --------------------- | --------- | ---------------------- | ---------- |
| Trentaduesimi | 11 settembre 1968 | Napoli - Grasshoppers | 3-1       | Altafini, Salvi (2)    | 20.000     |
| Trentaduesimi | 23 ottobre 1968   | Grasshoppers - Napoli | 1-0       | -                      | 10.000     |
| Sedicesimi    | 13 novembre 1968  | Leeds Utd - Napoli    | 2-0       | -                      | 26.967     |
| Sedicesimi    | 27 novembre 1968  | Napoli - Leeds Utd    | 2-0 (*)   | C.Sala, Juliano (rig.) | 15.000     |

(*) Leeds qualificato dopo sorteggio effettuato con la monetina.

#### 1969-1970
| Turno         | Data              | Partita            | Risultato | Marcatori               | Spettatori |
| ------------- | ----------------- | ------------------ | --------- | ----------------------- | ---------- |
| Trentaduesimi | 17 settembre 1969 | Metz - Napoli      | 1-1       | Bosdaves                | 15.286     |
| Trentaduesimi | 1 ottobre 1969    | Napoli - Metz      | 2-1       | Bianchi, Improta (rig.) | 10.000     |
| Sedicesimi    | 12 novembre 1969  | Stoccarda - Napoli | 0-0       | -                       | 25.000     |
| Sedicesimi    | 26 novembre 1969  | Napoli - Stoccarda | 1-0       | Canzi                   | 7.000      |
| Ottavi        | 10 dicembre 1969  | Napoli - Ajax      | 1-0       | Manservisi              | 20.000     |
| Ottavi        | 21 gennaio 1970   | Ajax - Napoli      | 4-0 (dts) | -                       | 40.132     |

### Coppa UEFA/Europa League

#### 1971-1972
| Turno         | Data              | Partita                 | Risultato | Marcatori      | Spettatori |
| ------------- | ----------------- | ----------------------- | --------- | -------------- | ---------- |
| Trentaduesimi | 15 settembre 1971 | Napoli - Rapid Bucarest | 1-0       | Lupescu (aut.) | 21.993     |
| Trentaduesimi | 30 settembre 1971 | Rapid Bucarest - Napoli | 2-0       | -              | 36.000     |

#### 1974-1975
| Turno         | Data              | Partita                | Risultato | Marcatori       | Spettatori |
| ------------- | ----------------- | ---------------------- | --------- | --------------- | ---------- |
| Trentaduesimi | 18 settembre 1974 | Napoli - Videoton      | 2-0       | Massa, Pogliana | 48.681     |
| Trentaduesimi | 2 ottobre 1974    | Videoton - Napoli      | 1-1       | Braglia         | 6.486      |
| Sedicesimi    | 23 ottobre 1974   | Napoli - Porto         | 1-0       | Orlandini       | 32.805     |
| Sedicesimi    | 6 novembre 1974   | Porto - Napoli         | 0-1       | Clerici         | 27.241     |
| Ottavi        | 27 novembre 1974  | Napoli - Baník Ostrava | 0-2       | -               | 24.649     |
| Ottavi        | 11 dicembre 1974  | Baník Ostrava - Napoli | 1-1       | Ferradini       | 14.236     |

#### 1975-1976
| Turno         | Data              | Partita                | Risultato | Marcatori | Spettatori |
| ------------- | ----------------- | ---------------------- | --------- | --------- | ---------- |
| Trentaduesimi | 17 settembre 1975 | Torpedo Mosca - Napoli | 4-1       | G.Savoldi | 27.000     |
| Trentaduesimi | 1º ottobre 1975   | Napoli - Torpedo Mosca | 1-1       | Braglia   | 66.231     |

#### 1978-1979
| Turno         | Data              | Partita                 | Risultato | Marcatori        | Spettatori |
| ------------- | ----------------- | ----------------------- | --------- | ---------------- | ---------- |
| Trentaduesimi | 13 settembre 1978 | Dinamo Tbilisi - Napoli | 2-0       | -                | 75.000     |
| Trentaduesimi | 27 settembre 1978 | Napoli - Dinamo Tbilisi | 1-1       | G.Savoldi (rig.) | 61.000     |

#### 1979-1980
| Turno         | Data              | Partita                 | Risultato | Marcatori                   | Spettatori |
| ------------- | ----------------- | ----------------------- | --------- | --------------------------- | ---------- |
| Trentaduesimi | 19 settembre 1979 | Napoli - Olympiacos     | 2-0       | Damiani (rig.), Agostinelli | 62.031     |
| Trentaduesimi | 4 ottobre 1979    | Olympiacos - Napoli     | 1-0       | -                           | 34.213     |
| Sedicesimi    | 24 ottobre 1979   | Standard Liegi - Napoli | 2-1       | Capone                      | 22.632     |
| Sedicesimi    | 7 novembre 1979   | Napoli - Standard Liegi | 1-1       | Damiani                     | 53.000     |

#### 1981-1982
| Turno         | Data              | Partita               | Risultato | Marcatori               | Spettatori |
| ------------- | ----------------- | --------------------- | --------- | ----------------------- | ---------- |
| Trentaduesimi | 16 settembre 1981 | Napoli - Radnički Niš | 2-2       | Damiani (rig.), Musella | 70.000     |
| Trentaduesimi | 30 settembre 1981 | Radnički Niš - Napoli | 0-0       | -                       | 15.000     |

#### 1982-1983
| Turno         | Data              | Partita                 | Risultato | Marcatori | Spettatori |
| ------------- | ----------------- | ----------------------- | --------- | --------- | ---------- |
| Trentaduesimi | 15 settembre 1982 | Dinamo Tbilisi - Napoli | 2-1       | Díaz      | 80.550     |
| Trentaduesimi | 29 settembre 1982 | Napoli - Dinamo Tbilisi | 1-0       | Dal Fiume | 73.250     |
| Sedicesimi    | 20 ottobre 1982   | Napoli - Kaiserslautern | 1-2       | Díaz      | 55.000     |
| Sedicesimi    | 4 novembre 1982   | Kaiserslautern - Napoli | 2-0       | -         | 28.318     |

#### 1986-1987
| Turno         | Data              | Partita         | Risultato     | Marcatori | Spettatori |
| ------------- | ----------------- | --------------- | ------------- | --------- | ---------- |
| Trentaduesimi | 17 settembre 1986 | Napoli - Tolosa | 1-0           | Carnevale | 73.875     |
| Trentaduesimi | 1º ottobre 1986   | Tolosa - Napoli | 1-0 4-3 (dcr) | -         | 34.951     |

#### 1988-1989
| Turno         | Data             | Partita                    | Risultato | Marcatori                          | Spettatori |
| ------------- | ---------------- | -------------------------- | --------- | ---------------------------------- | ---------- |
| Trentaduesimi | 7 settembre 1988 | Napoli - PAOK              | 1-0       | Maradona (rig.)                    | 62.662     |
| Trentaduesimi | 6 ottobre 1988   | PAOK - Napoli              | 1-1       | Careca                             | 39.848     |
| Sedicesimi    | 26 ottobre 1988  | Lokomotive Lipsia - Napoli | 1-1       | Francini                           | 80.100     |
| Sedicesimi    | 8 novembre 1988  | Napoli - Lokomotive Lipsia | 2-0       | Francini, Scholz (aut.)            | 53.442     |
| Ottavi        | 23 novembre 1988 | Bordeaux - Napoli          | 0-1       | Carnevale                          | 27.315     |
| Ottavi        | 7 dicembre 1988  | Napoli - Bordeaux          | 0-0       | -                                  | 58.794     |
| Quarti        | 1º marzo 1989    | Juventus - Napoli          | 2-0       | -                                  | 46.204     |
| Quarti        | 15 marzo 1989    | Napoli - Juventus          | 3-0 (dts) | Maradona (rig.), Carnevale, Renica | 83.089     |
| Semifinali    | 5 aprile 1989    | Napoli - Bayern Monaco     | 2-0       | Careca, Carnevale                  | 77.593     |
| Semifinali    | 19 aprile 1989   | Bayern Monaco - Napoli     | 2-2       | Careca (2)                         | 73.132     |
| Finale        | 3 maggio 1989    | Napoli - Stoccarda         | 2-1       | Maradona (rig.), Careca            | 81.093     |
| Finale        | 17 maggio 1989   | Stoccarda - Napoli         | 3-3       | Alemão, Ferrara, Careca            | 66.800     |

#### 1989-1990
| Turno         | Data              | Partita                   | Risultato     | Marcatori      | Spettatori |
| ------------- | ----------------- | ------------------------- | ------------- | -------------- | ---------- |
| Trentaduesimi | 14 settembre 1989 | Sporting Lisbona - Napoli | 0-0           | -              | 40.000     |
| Trentaduesimi | 27 settembre 1989 | Napoli - Sporting Lisbona | 0-0 4-3 (dcr) | -              | 53.268     |
| Sedicesimi    | 18 ottobre 1989   | Wettingen - Napoli        | 0-0           | -              | 13.000 (*) |
| Sedicesimi    | 1º novembre 1989  | Napoli - Wettingen        | 2-1           | Baroni, Mauro  | 47.334     |
| Ottavi        | 22 novembre 1989  | Napoli - Werder Brema     | 2-3           | Alemão, Careca | 43.329     |
| Ottavi        | 6 dicembre 1989   | Werder Brema - Napoli     | 5-1           | Careca         | 37.360     |

(*) Giocata a Zurigo

#### 1992-1993
| Turno         | Data              | Partita                      | Risultato | Marcatori   | Spettatori |
| ------------- | ----------------- | ---------------------------- | --------- | ----------- | ---------- |
| Trentaduesimi | 16 settembre 1992 | Valencia - Napoli            | 1-5       | Fonseca (5) | 30.000     |
| Trentaduesimi | 30 settembre 1992 | Napoli - Valencia            | 1-0       | Fonseca     | 22.876     |
| Sedicesimi    | 21 ottobre 1992   | Napoli - Paris Saint-Germain | 0-2       | -           | 35.378     |
| Sedicesimi    | 4 novembre 1992   | Paris Saint-Germain - Napoli | 0-0       | -           | 43.605     |

#### 1994-1995
| Turno         | Data              | Partita                        | Risultato | Marcatori            | Spettatori |
| ------------- | ----------------- | ------------------------------ | --------- | -------------------- | ---------- |
| Trentaduesimi | 13 settembre 1994 | Napoli - Skonto                | 2-0       | Carbone (2) (1 rig.) | 9.389      |
| Trentaduesimi | 27 settembre 1994 | Skonto - Napoli                | 0-1       | Buso                 | 2.589      |
| Sedicesimi    | 18 ottobre 1994   | Boavista - Napoli              | 1-1       | Carbone              | 7.000      |
| Sedicesimi    | 1º novembre 1994  | Napoli - Boavista              | 2-1       | Agostini (2)         | 27.656     |
| Ottavi        | 24 novembre 1994  | Eintracht Francoforte - Napoli | 1-0       | -                    | 31.000     |
| Ottavi        | 2 dicembre 1994   | Napoli - Eintracht Francoforte | 0-1       | -                    | 23.302     |

#### 2008-2009
| Turno          | Data              | Partita           | Risultato | Marcatori                         | Spettatori |
| -------------- | ----------------- | ----------------- | --------- | --------------------------------- | ---------- |
| 2º turno prel. | 14 agosto 2008    | Vllaznia - Napoli | 0-3       | Pià (2), Denis                    | 15.000     |
| 2º turno prel. | 28 agosto 2008    | Napoli - Vllaznia | 5-0       | Rinaudo (2), Pià, Lavezzi, Hamšík | 21.356     |
| 1º turno       | 18 settembre 2008 | Napoli - Benfica  | 3-2       | Vitale, Denis, Maggio             | 51.597     |
| 1º turno       | 2 ottobre 2008    | Benfica - Napoli  | 2-0       | -                                 | 56.506     |

#### 2010-2011
| Turno         | Data              | Partita                  | Risultato | Marcatori              | Spettatori |
| ------------- | ----------------- | ------------------------ | --------- | ---------------------- | ---------- |
| Playoff       | 19 agosto 2010    | Napoli - Elfsborg        | 1-0       | Lavezzi                | 35.534     |
| Playoff       | 26 agosto 2010    | Elfsborg - Napoli        | 0-2       | Cavani (2)             | 10.621     |
| Fase a gironi | 16 settembre 2010 | Napoli - Utrecht         | 0-0       | -                      | 27.897     |
| Fase a gironi | 30 settembre 2010 | Steaua Bucarest - Napoli | 3-3       | Vitale, Hamšík, Cavani | 10.203     |
| Fase a gironi | 21 ottobre 2010   | Napoli - Liverpool       | 0-0       | -                      | 52.910     |
| Fase a gironi | 4 novembre 2010   | Liverpool - Napoli       | 3-1       | Lavezzi                | 33.895     |
| Fase a gironi | 2 dicembre 2010   | Utrecht - Napoli         | 3-3       | Cavani (3) (1 rig.)    | 24.117     |
| Fase a gironi | 15 dicembre 2010  | Napoli - Steaua Bucarest | 1-0       | Cavani                 | 40.631     |
| Sedicesimi    | 17 febbraio 2011  | Napoli - Villarreal      | 0-0       | -                      | 47.529     |
| Sedicesimi    | 24 febbraio 2011  | Villarreal - Napoli      | 2-1       | Hamšík                 | 21.061     |

#### 2012-2013
| Turno         | Data              | Partita                 | Risultato | Marcatori            | Spettatori |
| ------------- | ----------------- | ----------------------- | --------- | -------------------- | ---------- |
| Fase a gironi | 20 settembre 2012 | Napoli - AIK            | 4-0       | Vargas (3), Džemaili | 16.560     |
| Fase a gironi | 4 ottobre 2012    | PSV - Napoli            | 3-0       | -                    | 18.200     |
| Fase a gironi | 25 ottobre 2012   | Dnipro - Napoli         | 3-1       | Cavani               | 30.043     |
| Fase a gironi | 8 novembre 2012   | Napoli - Dnipro         | 4-2       | Cavani (4)           | 18.079     |
| Fase a gironi | 22 novembre 2012  | AIK - Napoli            | 1-2       | Džemaili, Cavani     | 28.552     |
| Fase a gironi | 6 dicembre 2012   | Napoli - PSV            | 1-3       | Cavani               | 9.434      |
| Sedicesimi    | 14 febbraio 2013  | Napoli - Viktoria Plzeň | 0-3       | -                    | 13.606     |
| Sedicesimi    | 21 febbraio 2013  | Viktoria Plzeň - Napoli | 2-0       | -                    | 11.067     |

#### 2013-2014
| Turno      | Data             | Partita               | Risultato | Marcatori               | Spettatori |
| ---------- | ---------------- | --------------------- | --------- | ----------------------- | ---------- |
| Sedicesimi | 20 febbraio 2014 | Swansea City - Napoli | 0-0       | -                       | 20.500     |
| Sedicesimi | 27 febbraio 2014 | Napoli - Swansea City | 3-1       | Insigne, Higuaín, Inler | 31.121     |
| Ottavi     | 13 marzo 2014    | Porto - Napoli        | 1-0       | -                       | 25.520     |
| Ottavi     | 20 marzo 2014    | Napoli - Porto        | 2-2       | Pandev, Zapata          | 54.145     |

#### 2014-2015
| Turno         | Data              | Partita                    | Risultato | Marcatori                             | Spettatori |
| ------------- | ----------------- | -------------------------- | --------- | ------------------------------------- | ---------- |
| Fase a gironi | 18 settembre 2014 | Napoli - Sparta Praga      | 3-1       | Higuaín, Mertens (2)                  | 14.933     |
| Fase a gironi | 2 ottobre 2014    | Slovan Bratislava - Napoli | 0-2       | Hamšík, Higuaín                       | 10.738     |
| Fase a gironi | 23 ottobre 2014   | Young Boys - Napoli        | 2-0       | -                                     | 24.024     |
| Fase a gironi | 6 novembre 2014   | Napoli - Young Boys        | 3-0       | de Guzmán (3)                         | 12.283     |
| Fase a gironi | 27 novembre 2014  | Sparta Praga - Napoli      | 0-0       | -                                     | 16.111     |
| Fase a gironi | 11 dicembre 2014  | Napoli - Slovan Bratislava | 3-0       | Mertens, Hamšík, Zapata               | 6.490      |
| Sedicesimi    | 19 febbraio 2015  | Trabzonspor - Napoli       | 0-4       | Henrique, Higuaín, Gabbiadini, Zapata | 21.096     |
| Sedicesimi    | 26 febbraio 2015  | Napoli - Trabzonspor       | 1-0       | de Guzmán                             | 14.410     |
| Ottavi        | 12 marzo 2015     | Napoli - Dinamo Mosca      | 3-1       | Higuaín (3)                           | 17.727     |
| Ottavi        | 19 marzo 2015     | Dinamo Mosca - Napoli      | 0-0       | -                                     | 17.356     |
| Quarti        | 16 aprile 2015    | Wolfsburg - Napoli         | 1-4       | Higuaín, Hamšík (2), Gabbiadini       | 25.112     |
| Quarti        | 23 aprile 2015    | Napoli - Wolfsburg         | 2-2       | Callejón, Mertens                     | 27.262     |
| Semifinali    | 7 maggio 2015     | Napoli - Dnipro            | 1-1       | David Lopez                           | 41.095     |
| Semifinali    | 14 maggio 2015    | Dnipro - Napoli            | 1-0       | -                                     | 62.344 (*) |

(*) Giocata a Kiev

#### 2015-2016
| Turno         | Data              | Partita                 | Risultato | Marcatori                                     | Spettatori |
| ------------- | ----------------- | ----------------------- | --------- | --------------------------------------------- | ---------- |
| Fase a gironi | 17 settembre 2015 | Napoli - Club Bruges    | 5-0       | Callejón (2), Mertens (2), Hamšík             | 13.043     |
| Fase a gironi | 1º ottobre 2015   | Legia Varsavia - Napoli | 0-2       | Mertens, Higuaín                              | 26.357     |
| Fase a gironi | 22 ottobre 2015   | Midtjylland - Napoli    | 1-4       | Callejón, Gabbiadini (2), Higuaín             | 9.210      |
| Fase a gironi | 5 novembre 2015   | Napoli - Midtjylland    | 5-0       | El Kaddouri, Gabbiadini (2), Maggio, Callejón | 18.475     |
| Fase a gironi | 26 novembre 2015  | Club Bruges - Napoli    | 0-1       | Chiricheș                                     | 0          |
| Fase a gironi | 10 dicembre 2015  | Napoli - Legia Varsavia | 5-2       | Chalobah, Insigne, Callejón, Mertens (2)      | 7.922      |
| Sedicesimi    | 18 febbraio 2016  | Villarreal - Napoli     | 1-0       | -                                             | 17.686     |
| Sedicesimi    | 25 febbraio 2016  | Napoli - Villarreal     | 1-1       | Hamšík                                        | 23.928     |

#### 2017-2018
| Turno      | Data             | Partita            | Risultato | Marcatori          | Spettatori |
| ---------- | ---------------- | ------------------ | --------- | ------------------ | ---------- |
| Sedicesimi | 15 febbraio 2018 | Napoli - RB Lipsia | 1-3       | Ounas              | 14.554     |
| Sedicesimi | 22 febbraio 2018 | RB Lipsia - Napoli | 0-2       | Zieliński, Insigne | 36.163     |

#### 2018-2019
| Turno      | Data             | Partita             | Risultato | Marcatori                          | Spettatori |
| ---------- | ---------------- | ------------------- | --------- | ---------------------------------- | ---------- |
| Sedicesimi | 14 febbraio 2019 | Zurigo - Napoli     | 1-3       | Insigne, Callejón, Zieliński       | 24.000     |
| Sedicesimi | 21 febbraio 2019 | Napoli - Zurigo     | 2-0       | Verdi, Ounas                       | 17.579     |
| Ottavi     | 7 marzo 2019     | Napoli - Salisburgo | 3-0       | Milik, Fabián Ruiz, Onguéné (aut.) | 32.579     |
| Ottavi     | 14 marzo 2019    | Salisburgo - Napoli | 3-1       | Milik                              | 29.520     |
| Quarti     | 11 aprile 2019   | Arsenal - Napoli    | 2-0       | -                                  | 59.738     |
| Quarti     | 18 aprile 2019   | Napoli - Arsenal    | 0-1       | -                                  | 39.438     |

#### 2020-2021
| Turno         | Data             | Partita                | Risultato | Marcatori                | Spettatori |
| ------------- | ---------------- | ---------------------- | --------- | ------------------------ | ---------- |
| Fase a gironi | 22 ottobre 2020  | Napoli - AZ Alkmaar    | 0-1       | -                        | 494        |
| Fase a gironi | 29 ottobre 2020  | Real Sociedad - Napoli | 0-1       | Politano                 | 0          |
| Fase a gironi | 5 novembre 2020  | Rijeka - Napoli        | 1-2       | Demme, Braut (aut.)      | 0          |
| Fase a gironi | 26 novembre 2020 | Napoli - Rijeka        | 2-0       | Anastasio (aut.), Lozano | 0          |
| Fase a gironi | 3 dicembre 2020  | AZ Alkmaar - Napoli    | 1-1       | Mertens                  | 0          |
| Fase a gironi | 10 dicembre 2020 | Napoli - Real Sociedad | 1-1       | Zieliński                | 0          |
| Sedicesimi    | 18 febbraio 2021 | Granada - Napoli       | 2-0       | -                        | 0          |
| Sedicesimi    | 25 febbraio 2021 | Napoli - Granada       | 2-1       | Zieliński, Ruiz          | 0          |

#### 2021-2022
| Turno              | Data              | Partita                 | Risultato | Marcatori                                       | Spettatori |
| ------------------ | ----------------- | ----------------------- | --------- | ----------------------------------------------- | ---------- |
| Fase a gironi      | 16 settembre 2021 | Leicester City - Napoli | 2-2       | Osimhen (2)                                     | 29.579     |
| Fase a gironi      | 30 settembre 2021 | Napoli - Spartak Mosca  | 2-3       | Elmas, Osimhen                                  | 13.373     |
| Fase a gironi      | 21 ottobre 2021   | Napoli - Legia Varsavia | 3-0       | Insigne, Osimhen, Politano                      | 10.346     |
| Fase a gironi      | 4 novembre 2021   | Legia Varsavia - Napoli | 1-4       | Zieliński (rig.), Mertens (rig.), Lozano, Ounas | 25.706     |
| Fase a gironi      | 24 novembre 2021  | Spartak Mosca - Napoli  | 2-1       | Elmas                                           | 10.852     |
| Fase a gironi      | 10 dicembre 2021  | Napoli - Leicester City | 3-2       | Ounas, Elmas (2)                                | 14.646     |
| Spareggi - Andata  | 17 febbraio 2022  | Barcellona - Napoli     | 1-1       | Zieliński                                       | 73.525     |
| Spareggi - Ritorno | 24 febbraio 2022  | Napoli - Barcellona     | 2-4       | Insigne (rig.), Politano                        | 37.858     |

### Coppa Intertoto

#### 2008
| Turno    | Data           | Partita            | Risultato | Marcatori  | Spettatori |
| -------- | -------------- | ------------------ | --------- | ---------- | ---------- |
| 3º turno | 20 luglio 2008 | Paniōnios - Napoli | 0-1       | Bogliacino | 3.125      |
| 3º turno | 26 luglio 2008 | Napoli - Paniōnios | 1-0       | Hamšík     | 54.137     |

### Coppa Mitropa

#### 1934
| Turno            | Data           | Partita                | Risultato | Marcatori               | Spettatori |
| ---------------- | -------------- | ---------------------- | --------- | ----------------------- | ---------- |
| Ottavi           | 17 giugno 1934 | Admira Vienna - Napoli | 0-0       | -                       | 15.000     |
| Ottavi           | 24 giugno 1934 | Napoli - Admira Vienna | 2-2       | Sallustro, Vojak (rig.) | 9.000      |
| Spareggio Ottavi | 1 luglio 1934  | Admira Vienna - Napoli | 5-0       | -                       | 10.000 (*) |

(*) Giocata a Zurigo

#### 1966
| Turno  | Data           | Partita               | Risultato | Marcatori         | Spettatori |
| ------ | -------------- | --------------------- | --------- | ----------------- | ---------- |
| Ottavi | 24 marzo 1966  | Stella Rossa - Napoli | 2-0       | -                 | 50.000     |
| Ottavi | 14 aprile 1966 | Napoli - Stella Rossa | 2-1       | Juliano, Altafini | 30.000     |

### Coppa delle Alpi

#### 1960
| Turno    | Data           | Partita         | Risultato | Marcatori                              | Spettatori |
| -------- | -------------- | --------------- | --------- | -------------------------------------- | ---------- |
| 1º turno | 19 giugno 1960 | Bienne - Napoli | 3-1       | Beltrandi                              | -          |
| 1º turno | 27 giugno 1960 | Napoli - Bienne | 3-3       | Di Mauro, Di Giacomo, Schiavone (rig.) | -          |

#### 1966
| Turno    | Data           | Partita                  | Risultato | Marcatori                        | Spettatori |
| -------- | -------------- | ------------------------ | --------- | -------------------------------- | ---------- |
| 1º turno | 4 giugno 1966  | Losanna/ Zurigo - Napoli | 0-4       | Altafini (3), Orlando            | -          |
| 2º turno | 8 giugno 1966  | Basilea - Napoli         | 2-4       | Altafini (3), Montefusco         | -          |
| 3º turno | 11 giugno 1966 | Young Boys - Napoli      | 2-4       | Sívori, Cané (rig.), Bean, Gatti | -          |
| 4º turno | 16 giugno 1966 | Servette - Napoli        | 1-3       | Cané, Bean, Montefusco           | -          |

#### 1969
| Turno    | Data           | Partita                        | Risultato | Marcatori                  | Spettatori |
| -------- | -------------- | ------------------------------ | --------- | -------------------------- | ---------- |
| 1º turno | 14 giugno 1969 | Waregem - Napoli               | 2-2       | Canzi, Nielsen             | -          |
| 2º turno | 18 giugno 1969 | Eintracht Francoforte - Napoli | 2-1       | Barison                    | -          |
| 3º turno | 21 giugno 1969 | Bienne - Napoli                | 0-2       | G.Sportiello, Barison      | -          |
| 4º turno | 25 giugno 1969 | Basilea - Napoli               | 2-3       | Barison, Montefusco, Salvi | -          |

### Coppa Anglo-Italiana

#### 1970
| Turno    | Data           | Partita                 | Risultato | Marcatori                     | Spettatori |
| -------- | -------------- | ----------------------- | --------- | ----------------------------- | ---------- |
| 1º turno | 2 maggio 1970  | Sheffield Weds - Napoli | 4-3       | Barison (2), Bianchi          | -          |
| 2º turno | 9 maggio 1970  | Swindon Town - Napoli   | 1-2       | Barison, Hamrin               | -          |
| 3º turno | 16 maggio 1970 | Napoli - Sheffield Weds | 5-1       | Bianchi, Altafini (3), Hamrin | -          |
| 4º turno | 23 maggio 1970 | Napoli - Swindon Town   | 0-1       | -                             | -          |
| Finale   | 28 maggio 1970 | Napoli - Swindon Town   | 0-3 (*)   | -                             | 55.000 ca. |

(*) Partita sospesa al 79' per le intemperanze dei tifosi di casa e risultato confermato.

### Coppa di Lega Italo-Inglese

#### 1976
| Turno  | Data              | Partita              | Risultato | Marcatori                             | Spettatori |
| ------ | ----------------- | -------------------- | --------- | ------------------------------------- | ---------- |
| Finale | 21 settembre 1976 | Southampton - Napoli | 1-0       | -                                     | -          |
| Finale | 14 novembre 1976  | Napoli - Southampton | 4-0       | Chiarugi, Bruscolotti, Speggiorin (2) | -          |

## Palmarès europeo

### Competizioni UEFA
- Coppa UEFA: 1

1988-1989

### Competizioni minori
- Coppa delle Alpi: 2

1960 - 1966
- Coppa di Lega Italo-Inglese: 1

1976

## Record di squadra
Dati aggiornati al 5 novembre 2022.
| Record in tutte le competizioni europee Vittoria più larga - Napoli-Vllaznia 5-0 (Coppa UEFA 2008-2009) - Napoli-Club Bruges 5-0 (UEFA Europa League 2015-2016) - Napoli-Midtjylland 5-0 (UEFA Europa League 2015-2016) - Ajax-Napoli 1-6 (UEFA Champions League 2022-2023) Vittoria più larga in trasferta - Ajax-Napoli 1-6 (UEFA Champions League 2022-2023) Sconfitta più larga - Admira Vienna-Napoli 5-0 (Coppa Europa Centrale 1934) - Hibernian-Napoli 5-0 (Coppa delle Fiere 1967-1968) Sconfitta più larga in casa - Napoli-Swindon Town 0-3 (Coppa Anglo-Italiana 1970) - Napoli-Viktoria Plzeň 0-3 (UEFA Europa League 2012-2013) | Record in competizioni UEFA Vittoria più larga - Napoli-Vllaznia 5-0 (Coppa UEFA 2008-2009) - Napoli-Club Bruges 5-0 (UEFA Europa League 2015-2016) - Napoli-Midtjylland 5-0 (UEFA Europa League 2015-2016) - Ajax-Napoli 1-6 (UEFA Champions League 2022-2023) Vittoria più larga in trasferta - Ajax-Napoli 1-6 (UEFA Champions League 2022-2023) Sconfitta più larga - Werder Brema-Napoli 5-1 (Coppa UEFA 1989-1990) Sconfitta più larga in casa - Napoli-Viktoria Plzeň 0-3 (UEFA Europa League 2012-2013) |

### Record di giocatori
Dati aggiornati al novembre 2022.
| Presenze in competizioni UEFA 1. Marek Hamšík 80 2. Dries Mertens 79 3. Lorenzo Insigne 73 4. José María Callejón 69 5. Kalidou Koulibaly 64 6. Piotr Zieliński 54 7. Christian Maggio 53 8. Faouzi Ghoulam 45 9. Raúl Albiol 44 10. Allan 42 | Reti in competizioni UEFA 1. Dries Mertens 28 2. Edinson Cavani 19 3. Lorenzo Insigne 18 4. Marek Hamšík 16 5. Gonzalo Higuaín 15 6. José María Callejón 12 7. Piotr Zieliński 11 8. Arkadiusz Milik 9 9. Careca 8 10. Manolo Gabbiadini 7 |

| Presenze in tutte le coppe europee 1. Marek Hamšík 80 2. Dries Mertens 79 3. Lorenzo Insigne 73 4. José María Callejón 69 5. Kalidou Koulibaly 64 6. Piotr Zieliński 54 7. Christian Maggio 53 8. Faouzi Ghoulam 45 9. Raúl Albiol 44 10. Allan 42 | Reti in tutte le coppe europee 1. Dries Mertens 28 2. Edinson Cavani 19 3. Lorenzo Insigne 18 4. Marek Hamšík 16 5. José Altafini 15 Gonzalo Higuaín 15 6. José María Callejón 12 7. Piotr Zieliński 11 8. Cané 10 9. Arkadiusz Milik 9 10. Careca 8 |

### Record di allenatori
Dati aggiornati al 22 febbraio 2023
| Panchine in Competizioni UEFA 1. Rafael Benítez 26 2. Walter Mazzarri 26 3. Maurizio Sarri 26 4. Carlo Ancelotti 18 5. Bruno Pesaola 17 6. Ottavio Bianchi 16 7. Luciano Spalletti 15 8. Luís Vinício 12 9. Albertino Bigon 10 10. Gennaro Gattuso 10 | Panchine in tutte le coppe europee 1. Bruno Pesaola 35 2. Rafael Benítez 26 3. Walter Mazzarri 26 4. Maurizio Sarri 26 5. Giuseppe Chiappella 21 6. Carlo Ancelotti 18 7. Ottavio Bianchi 16 8. Luciano Spalletti 15 9. Luís Vinício 12 10. Albertino Bigon 10 11. Gennaro Gattuso 10 |

Dati aggiornati al 22 febbraio 2023
| Percentuale di vittorie in Competizioni UEFA Partite (Vittorie %) 1. Edoardo Reja 6 (83.33) 2. Vincenzo Guerini 3 (66.67) 3. Luciano Spalletti 15 (60) 4. Maurizio Sarri 26 (53.85) 5. Bruno Pesaola 17 (52.94) 6. Rafael Benítez 26 (50) 7. Claudio Ranieri 4 (50) 8. Giuseppe Chiappella 2 (50) 9. Carlo Ancelotti 18 (44.44) 10. Ottavio Bianchi 16 (43.75) | Percentuale di vittorie in tutte le coppe europee Partite (Vittorie %) 1. Edoardo Reja 6 (83.33) 2. Vincenzo Guerini 3 (66.67) 3. Bruno Pesaola 35 (60) 4. Luciano Spalletti 15 (60) 5. Maurizio Sarri 26 (53.85) 6. Rafael Benítez 26 (50) 7. Claudio Ranieri 4 (50) 8. Giuseppe Chiappella 21 (47.62) 9. Carlo Ancelotti 18 (44.44) 10. Ottavio Bianchi 16 (43.75) |

## Partite disputate per nazione
Dati aggiornati al 18 febbraio 2022.
| Nazione         | G   | V   | N  | P  | F   | S   | Squadre affrontate in competizioni UEFA | In altre competizioni                                               |
| --------------- | --- | --- | -- | -- | --- | --- | --- | ------------------------------------------------------------------- |
| Albania         | 2   | 2   | 0  | 0  | 8   | 0   | Vllaznia |                                                                     |
| Austria         | 9   | 4   | 3  | 2  | 15  | 15  | Salisburgo | Admira Vienna, Wiener SC                                            |
| Belgio          | 9   | 4   | 3  | 2  | 15  | 7   | Anderlecht, Club Bruges, Genk, Standard Liegi | Waregem                                                             |
| Cipro           | 2   | 1   | 1  | 0  | 3   | 1   | APOEL |                                                                     |
| Croazia         | 2   | 2   | 0  | 0  | 4   | 1   | Rijeka |                                                                     |
| Danimarca       | 4   | 4   | 0  | 0  | 15  | 3   | Midtjylland | B 1909                                                              |
| Francia         | 14  | 7   | 5  | 2  | 17  | 11  | Bordeaux, Nizza, Olympique Marsiglia, Paris Saint-Germain, Tolosa                                                                                        | Metz                                                                |
| Galles          | 3   | 2   | 0  | 1  | 5   | 4   | Bangor City |                                                                     |
| Georgia         | 4   | 1   | 1  | 2  | 3   | 5   | Dinamo Tbilisi |                                                                     |
| Germania        | 25  | 8   | 7  | 10 | 38  | 38  | Bayern Monaco, Borussia Dortmund, Eintracht Francoforte, Kaiserslautern, Lokomotive Lipsia, RB Lipsia, Stoccarda, Werder Brema, Union Berlino, Wolfsburg | Eintracht Francoforte, Hannover 96, Stoccarda                       |
| Grecia          | 6   | 4   | 1  | 1  | 6   | 2   | Olympiacos, Paniōnios, PAOK |                                                                     |
| Inghilterra     | 32  | 12  | 6  | 14 | 45  | 45  | Arsenal, Chelsea, Leicester City, Liverpool, Manchester City, Swansea City                                                                               | Burnley, Leeds Utd, Sheffield Weds, Southampton, Swindon Town       |
| Italia          | 4   | 1   | 1  | 2  | 4   | 4   | Juventus, Milan |                                                                     |
| Lettonia        | 2   | 2   | 0  | 0  | 3   | 0   | Skonto |                                                                     |
| Norvegia        | 2   | 2   | 0  | 0  | 3   | 0   | Bodø/Glimt |                                                                     |
| Paesi Bassi     | 11  | 3   | 3  | 5  | 16  | 19  | AZ Alkmaar, Ajax, Feyenoord, PSV Eindhoven, Utrecht | Ajax                                                                |
| Polonia         | 6   | 5   | 1  | 0  | 16  | 3   | Legia Varsavia, Śląsk Breslavia |                                                                     |
| Portogallo      | 12  | 6   | 4  | 2  | 16  | 12  | Benfica, Boavista, Porto, Sporting Braga, Sporting Lisbona                                                                                               |                                                                     |
| Romania         | 4   | 2   | 1  | 1  | 5   | 5   | Rapid Bucarest, Steaua Bucarest |                                                                     |
| Repubblica Ceca | 6   | 1   | 2  | 3  | 4   | 9   | Baník Ostrava, Sparta Praga, Viktoria Plzeň |                                                                     |
| Russia          | 8   | 1   | 4  | 3  | 8   | 11  | Dinamo Mosca, Spartak Mosca, Torpedo Mosca |                                                                     |
| Scozia          | 3   | 2   | 0  | 1  | 7   | 6   | Rangers | Hibernian                                                           |
| Serbia          | 9   | 3   | 3  | 3  | 11  | 10  | OFK Belgrado, Radnički Niš, Stella Rossa | Stella Rossa                                                        |
| Slovacchia      | 2   | 2   | 0  | 0  | 5   | 0   | Slovan Bratislava |                                                                     |
| Spagna          | 21  | 6   | 7  | 8  | 26  | 31  | Athletic Bilbao, Barcellona, Granada, Real Madrid, Real Sociedad, Valencia, Villarreal                                                                   |                                                                     |
| Svezia          | 4   | 4   | 0  | 0  | 9   | 1   | AIK, Elfsborg |                                                                     |
| Svizzera        | 16  | 11  | 2  | 3  | 37  | 19  | Wettingen, Young Boys, Zurigo | Basilea, Bienne, Grasshoppers, Losanna/Zurigo, Servette, Young Boys |
| Turchia         | 4   | 2   | 1  | 1  | 8   | 4   | Trabzonspor, Beşiktaş |                                                                     |
| Ucraina         | 8   | 3   | 2  | 3  | 12  | 10  | Dnipro, Dinamo Kiev, Šachtar |                                                                     |
| Ungheria        | 7   | 4   | 3  | 0  | 13  | 4   | Újpest, Videoton |                                                                     |
| Totale          | 236 | 108 | 60 | 68 | 361 | 273 | 78 squadre diverse | 20 squadre diverse                                                  |